# 판치르-S1
판치르-S1(Pantsir-S1)은 러시아 육군의 대공포와 지대공 미사일의 복합 방어체계이다. 나토명 SA-22 그레이하운드로 1980년대 실전배치된 SA-19(2K22 퉁구스카)를 개량한 것이다. 위상배열 레이더를 사용한다.

## 역사
1995년에 최초의 시제품 생산을 하였다. 대량생산은 2012년부터 하고 있다.

## 개발
원래 소련의 전략 미사일 체계는 고정되고 강화된 기지에 배치되었다. S-300PS/PM(SA-10/20)과 같은 신형 체계는 기동성이 훨씬 뛰어나 공격에 대한 취약성을 줄였다. 그러나 적군이 S-300을 발견하면 여전히 매우 취약했다. 판치르-S의 역할 중 하나는 S-300 미사일 체계에 대한 방공 기능을 제공하는 것이다.
판치르-S에는 궤도식 차대보다 차륜형 차대가 더 적합하다고 판단했다. 차륜형 차량은 더 빠르고 고장 발생률이 적으며 유지 보수가 용이하고 생산 비용이 저렴하다.
판치르-S는 1990년 통구스카 M1의 후속 기종으로 개발이 시작되었다. 시제기는 1994년에 완성되어 MAKS-1995에 전시되었다. 이 프로그램은 곧 어려움에 직면하여 자금 지원이 중단되었지만, KBP는 자체 자금으로 프로그램 개발을 계속했다. 포탑과 레이더 시스템 모두 재설계되었으며, 기존의 퉁구스카 장비는 모두 제거되었다.
이 시스템에는 탐지 범위가 향상된 두 대의 신형 레이더가 장착되어 더 많은 공중 표적과 지상 표적을 추적할 수 있다. 통합 피아식별(IFF) 시스템도 탑재되어 있다. 조종석 내부에는 여러 대의 CRT 디스플레이가 두 개의 LCD 다기능 디스플레이로 대체되었다. 새로운 중앙 컴퓨터 시스템은 반응 시간을 크게 단축했다. 필요시 한 사람이 시스템을 조작할 수 있다. 최신 기술을 적용하여 무장 스테이션의 전체 부피를 3분의 1로, 전체 무게를 절반으로 줄였다. 이 시스템은 향상된 미사일(57E6형에서 57E6-E형으로, 아마도 호환 가능)과 함포(2A72형에서 2A38M형으로)를 갖추고 있다.
2006년 6월 러시아 아스트라한 지역의 카푸스틴 야르 사격장에서 시험발사했다. 2007년 5월 카푸스틴 야르에서 인도되기 전 최종 시험 시리즈에는 준비되지 않은 발사 위치까지 250km(160마일)를 강제 이동하며 일반적인 방공 임무를 시뮬레이션하는 것이 포함되었다.
판치르-S1 방공 미사일-포 시스템은 2012년 11월 러시아 지상군에 도입되었다. 현대화된 판치르-S2는 2015년에 실전 배치되었다.

## 파생형

### 판치르-SM
판치르-SM 모델은 다기능 표적 탐지 시스템을 통합하여 표적 탐지 범위를 40km에서 75km(25~47마일)로, 교전 거리를 20km에서 40km(12~25마일)로 늘렸다. 이 시스템은 새로운 57E6M-E 고속 사거리 연장 미사일을 사용한다. 기존 판치르 시스템은 SM 표준으로 업그레이드할 수 있다. 이 시스템은 장갑 캡이 장착된 신형 8×8 카마즈 트럭 차대에 장착된다. 2019년에 개발을 완료했다. 2023년 12월부터 우크라이나에 배치될 것으로 알려졌다.
- 57E6M-E
  - 유효사거리: 30 km
  - 최대요격고도: 18 km
  - 탄두: 25 kg 파편형

### 판치르-SMD-E
"Army-2024" 포럼에서 공개된 버전. 기관포를 제거하고 57E6 시리즈 단거리 미사일 12발 또는 TKB-1055 초단거리 요격 미사일 48발, 또는 이 두 가지를 혼합하여 탑재할 수 있다.
- 57E6
  - 2단식 지대공 미사일
  - 발사중량: 76 kg
  - 유효사거리: 20 km
  - 탄두: 20kg 파편화 탄두
  - 유도방식: 레이더 유도
- TKB-1055
  - 드론 요격용
  - 유효사거리: 7 km

## 수출
2018년 10월, 인도 국방부는 한국의 비호복합을 최종 선정하고, 판치르-S1을 탈락시켰다.
판치르-S1은 K-30 비호 자주대공포에 사거리 15 km 천마 (유도탄)을 결합한 개념이다.
- 비호복합, 사거리 3 km 쌍열 30 mm K-30 비호 자주대공포 + 사거리 7 km 신궁 휴대용 지대공 미사일, 가격 1600만 달러
- 판치르-S1, 사거리 3 km 쌍열 30 mm 자주대공포 + 사거리 20 km 지대공 미사일, 가격 2500만 달러

2025년, 북한이 러시아의 우크라이나 침공 참전 댓가로 판치르 시스템을 도입했다고 알려졌다.

## 비교
판치르와 비호복합은 30 mm 기관포 2문은 동일하다. 그러나, 지대공 미사일이 큰 차이점이다.
- 판치르-S1: 무게 74.5 kg, 사거리 20 km, 12발
- 비호복합: 무게 19.5 kg, 사거리 7 km, 4발

즉, 판치르-S1은 사이드와인더 미사일 12발을 장착한 탱크이고, 비호복합은 보병이 어깨에 매는 매우 작은 신궁 미사일 4발을 장착한 탱크이다. 따라서, 미사일의 사양이 급수가 다르기 때문에, 판치르는 훨씬 고성능 레이더를 장착했다.

## 제원
일반 특성
- 반응속도: 4 - 6 초
- 탄약: 미사일 9M335 / 57E6 12 발, 탄환 1400 발
- 레이더 범위: 36/30 km, RCS 2m2 탐지거리/추적거리

무장
- 기관포: 2x 30 mm 기관포
  - 사거리: 4 km
  - 총열 내구성: 8000발
  - 총구속도: 960 m/s (마하 2.82)
  - 발사속도: 5000발/분
- 미사일:
  - 길이: 3.2 m
  - 직경: 170/90 mm
  - 무게 (TPK 제외/포함): 74.5/94 kg
  - 사거리: 1.2 - 20 km
  - 요격고도: 15 m - 15 km
  - 속도: 1300/700 m/s (마하 3.82/2.05), 18 km 비행시 최대/평균
  - 최대목표속도: 1000 m/s (마하 2.94)
  - 탄두중량: 20 kg
  - 폭탄중량: 5.5 kg

## 같이 보기
- 비호복합